# Eta Beta e il tesoro di Mook
Eta Beta e il tesoro di Mook (The Moook Treasure) è una storia a fumetti a strisce giornaliere prodotta dalla Walt Disney e realizzata da Bill Walsh (testi) e Floyd Gottfredson (disegni), pubblicata in strisce giornaliere sui quotidiani statunitensi dal 30 gennaio all'8 luglio 1950. In Italia è stata pubblicata per la prima volta sui numeri 21-22-23-24-25-26 di Topolino, in un periodo compreso tra il novembre 1950 e l'aprile 1951.

## Il contesto
All'inizio degli anni cinquanta, la guerra fredda tocca il suo culmine: nel 1950 (anno di pubblicazione dell'avventura), scoppia la guerra di Corea (che terminerà nel 1953, anno determinante per i rapporti USA-URSS), e nel 1951 il senatore statunitense Joseph McCarthy, dà inizio a quel movimento, atto a punire e controllare coloro che erano sospettati di essere simpatizzanti dell'Unione Sovietica, noto col nome di maccartismo, che avrà come episodio più famoso ed emblematico l'arresto e la condanna a morte dei coniugi Rosenberg due anni più tardi. In questo clima di agitazione e preoccupazione sociale, alimentato dalla colossale propaganda anticomunista, presente in ogni ambito della società statunitense, si realizza questa lunga avventura a strisce di Walsh e Gottfredson, in cui, in diverse occasioni, si ridicolizza la minacciosa macchina statale sovietica: per esempio, quando Topolino ed Eta Beta, ricercando il tesoro di Mook, si recano in URSS, scoprono che l'immagine che viene trasmessa al mondo, di un'Unione Sovietica forte e ben organizzata, è del tutto diversa da quella reale, in cui si assisterebbe allo sfacelo di un grande stato, dove le persone sono costrette a sorridere, e, per farlo, utilizzano uno speciale aggeggio che mantiene contratti i muscoli facciali; dove le onorificenze militari vengono assegnate a qualunque soldato che si lavi i denti e lucidi gli stivali; dove i carri armati sono di cartone e dove i due amici devono fronteggiare Pietro Gambadilegno, loro vecchio nemico, qui divenuto un militare posto ai più alti vertici dell'esercito.
In quest'avventura, dove Walsh e Gottfredson lasciano correre liberamente la fantasia (per esempio, immaginano la cosiddetta cortina di ferro come una vera e propria barriera materiale, che i due protagonisti devono, peraltro, attraversare), Mickey Mouse ed Eta Beta si recano da una parte all'altra del globo, alla ricerca di un misterioso e leggendario tesoro, imbattendosi nel cammino, addirittura, in fantasmi e spie straniere.

## Trama
Topolino ed Eta Beta, dentro un inquietante libro, "Lo strano viaggio di Bombo Bambo" (la cui copertina è misteriosamente animata), trovano le indicazioni per trovare il tesoro di un certo Mook (in originale "Moook"). Eta Beta vorrebbe distruggere il foglio e dimenticare tutto l'accaduto, mentre Topolino si è già proiettato con l'immaginazione nell'avventura e non vede l'ora di partire. A causa della diversa opinione, tra i due scoppia un furioso litigio e l'uomo del futuro abbandona l'amico.
Topolino non si lascia scoraggiare e parte subito per l'Irlanda, dove secondo la mappa trovata nel libro, è nascosto il secondo indizio per raggiungere il tesoro. Dopo un lungo viaggio in aeroplano, Topolino giunge infine a Dublino dove ad accoglierlo trova proprio Eta Beta, che non aveva avuto il coraggio di abbandonare per davvero il suo  amico. I due dopo vane e infruttuose ricerche tra le rovine dei castelli locali, trovano infine il secondo indizio inciso nella Pietra di Blarney, importante attrattiva turistica irlandese.
Seguendo il secondo messaggio giungono a Londra, dove incontrano Pietro Gambadilegno, anche lui alla ricerca del favoloso tesoro. Questa volta l'indizio riescono a trovarlo al Museo delle Cere. Esso li invita a recarsi in tutta fretta a Parigi. Nella capitale francese, Topolino inizia a sospettare che Pietro ne sappia molto più di loro sull'argomento, perciò tentano di pedinarlo per scoprire il prossimo messaggio. Così i due giungono a un teatro degli orrori, posto all'ombra della Torre Eiffel. All'interno dell'edificio viene loro consegnato un souvenir: un cammello di pezza che, se strizzato, emette il verso: "MOOK!".
Topolino ed Eta Beta si recano nella città dove vengono prodotti quei cammelli: Il Cairo. I due amici cercano informazioni sul marchio che è impresso sul cammello pupazzo e scoprono che l'originale è inciso all'ingresso della maledetta Tomba di EG. Dopo aver assoldato il cammelliere ventriloquo Hassan, giungono all'antico monumento egizio e grazie all'aiuto di un pauroso spettro, trovano l'ennesimo indizio, che li esorta a proseguire la caccia a Istanbul, dove vengono catturati da un generale comandato dalla malvagia spia russa Cirilla (in originale "Aiyotcha"), la donna più temuta d'Europa, che li invita nel proprio paese dicendo che ha informazioni sul tesoro.
Topolino ed Eta Beta si ritrovano quindi in una parodistica e satirica Unione Sovietica, dove scoprono che Gambadilegno è divenuto un militare posto ai più alti vertici dell'esercito. Quest'ultimo offre il suo aiuto per trovare il tesoro, poiché non riesce a decifrare l'ultimo messaggio. I tre si ritrovano quindi in Tibet, dove scoprono che Mook è il genio della lampada di Aladino, rimasto lì da millenni dopo che il cognato di quest'ultimo aveva trafugato la lampada magica. Grazie all'aiuto del genio, Topolino ed Eta Beta sconfiggono Gambadilegno, che voleva impadronirsi della lampada, e fanno ritorno in patria dove, per via dei suoi poteri, Mook viene nominato sergente dal Pentagono.